# If You're Not the One
If You're Not the One is een nummer van de Britse zanger Daniel Bedingfield uit 2003. Het is de derde single van zijn debuutalbum Gotta Get Thru This.
Bedingfield noemt de muziek van Westlife als zijn inspiratie voor het nummer. Eigenlijk wilde de zanger het nummer niet op zijn album zetten, omdat hij het te commercieel vond klinken. Het nummer werd wereldwijd een grote hit, met een nummer 1-positie in Bedingfields thuisland het Verenigd Koninkrijk. In de Nederlandse Top 40 haalde het nummer de 13e positie, en in de Vlaamse Ultratop 50 de 28e.